# Romà Vallès i Simplicio
Romà Vallès i Simplicio (Barcelona, 1923 - 15 de juny de 2015) va ser un pintor i pedagog. Catedràtic d'institut i professor de l'Escola Massana, va ser part integrant del grup d'artistes que crearen el Museu d'Art Contemporani de Barcelona, l'any 1959, i de la galeria René Metras (1962-1984). També fou un dels organitzadors de l'escola d'art FAD. Era un dels referents pictòrics del corrent informalista i de l'expressionisme abstracte dins del territori català i balear.

## Biografia
Romà Vallès realitza els estudis primaris a les Écoles Françaises de Barcelona. L'any 1934 comença les seves primeres pintures al natural, a partir dels anys quaranta estudia els autors clàssics castellans amb un gran interès per la poesia, l'any 1945 ingressa a l'Escola Superior de Belles Arts de Sant Jordi de Barcelona i es llicencia al cap de cinc anys en Belles Arts, any que comença els seus viatges d'estudis per Espanya, Itàlia, que després continuarà pels Països Baixos, Suïssa i Anglaterra. Rebrà diverses borses d'ajuda professional, com l'Amigó Cuyàs i els pensionats a Granada "Residencia de pintores" de l'Alhambra, i a la "Residencia de pintores" de Santa María del Paular a Madrid. El 1954 és membre de la INSEA (International Society for Education through Art) i un any després inicia la primera pintura abstracta, on comença a experimentar amb la matèria amb el tractament de les resines. A partir de l'any 1956 comença la seva trajectòria dins la pintura abstracta, amb una carrera que presentarà diferents etapes esmentades pel seu amic Juan-Eduardo Cirlot després del seu seguiment i estudi. Vallès també estudia l'art infantil i reivindica la llibertat creativa de l'infant, realitza escrits i exposicions sobre el tema. El 1959 junt amb Alexandre Cirici i Pellicer i Antoni Cumella i Serret funden l'Escola d'Art del FAD de Barcelona. El 1960 rep la medalla d'Or del Premi Suís de Pintura Abstracta i la Medalla de Bronze de l'Exposició Nacional de Belles Arts de Barcelona. Al període 1965-1969 és professor de l'Escola Massana de Barcelona i posteriorment a l'Escola Superior d'Arquitectura de Barcelona. El 1980 El Ministerio de Cultura li atorga un ajut per realitzar el treball "Reflexió-Procés-Pintura" que exposa a la Galeria Maeght de Barcelona. A part, rep molts altres premis, realitza conferències i presentacions d'altres artistes.
Seguint la classificació de Juan-Eduardo Cirlot, trobem als anys 50 i principis dels anys 60, la sèrie "Cosmogonies", es podria dir d'aquestes obres que formen l'oceà primigeni d'on partiran les posteriors, a partir del treball de la matèria, el color des de la seva anul·lació amb el blanc i el negre fins a les seves combinacions diverses i l'expressió gestual. A mitjan seixanta, comença la sèrie "Collages" on a partir de retalls de premsa i revistes de l'època o d'època, introdueix l'element social, amb un ús crític, irònic i tan sols estètic. A finals dels seixanta du a terme les sèries "Geometria" i "Informalisme" on el valor afegit del collage canvia per l'element geomètric, del qual explota les seves possibilitats estètiques. Als 70 inicia la sèrie "Biomorfisme" on l'element geomètric anterior esdevé element curvilini, i es formen rostres fantasmagòrics. Seguidament, del 1971 fins al 1973, porta a cap la sèrie "floracions" on la corba i la taca esdevenen paisatge. El 1974 trobem la sèrie "Nous conceptes", on la pintura i l'acció fan una pausa a l'art conceptual, com un giny a la moda del moment, la pintura incorpora l'objecte i l'artista fa algun happening. A finals dels setanta, sembla que l'artista torna a buscar la línia que inicià amb les floracions i sorgeix la sèrie "Quatre elements", de nou immers en el gest, la taca, la corba i el color. A inici dels vuitanta du a terme la sèrie "Signes" on la gestualitat s'accentua amb la gruixuda pinzellada negra i pren la forma de la cal·ligrafia xinesa. A finals dels vuitanta sorgeix la sèrie "Nous Espais" on la força de la gestualitat persisteix amb la fusió de les sèries anteriors, una síntesi de vegades lírica, d'altres, abrupta. El 1997 comença la sèrie "Entre segles" on l'artista torna a donar molta importància a la matèria i hi troba noves formes estètiques, amb el gruix, la capa, matèries com la sorra, i el pigment. A partir de principis del 2000, comença la sèrie "Heràclit" anomenada per ell mateix, on el collage retorna amb similars intencions i el color disminueix.